# Ángel Garrido García
Ángel Garrido García (Madrid, 7 d'abril de 1964) és un polític i enginyer espanyol, president de la Comunitat de Madrid des de 2018. Anteriorment va exercir de conseller de Presidència i Justícia del govern regional.

## Biografia

### Primers anys i formació
Nascut el 7 d'abril de 1964 a Madrid, va cursar estudis bàsics en el Col·legi Tajamar, un centre masculí vinculat al Opus Dei ubicat al districte actual de Puente de Vallecas. Va efectuar els seus estudis universitaris a l'Escola Tècnica Superior d'Enginyers de Mines de la Universitat Politècnica de Madrid, obtenint el títol d'enginyer de mines.

### Política municipal
Ocupat professionalment en el camp de la logística, va entrar en política quan es va afiliar a les Noves Generacions del Partit Popular (PP). Candidat número 3 a la llista del PP a les eleccions municipals de Pinto de 1995, va ser escollit regidor en el seu primer càrrec públic. Va exercir el càrrec de portaveu del grup municipal popular, a l'oposició, en el ple d'aquesta corporació.
En les eleccions municipals de 1999 es va presentar al número 28 de la llista del PP per a l'Ajuntament de Madrid, encapçalada per José María Álvarez del Manzano. Va començar així la seva trajectòria com a regidor al consistori de la capital espanyola, càrrec per al qual va ser escollit de nou en 2003, 2007 i 2011.
Va exercir en aquest període la regidoria-presidència dels districtes de Villa de Vallecas, Latina, Chamberí, Usera i Retiro.

### Parlamentari i membre del govern regional
Persona de plena confiança de Cristina Cifuentes, va ser el número 2 de la candidatura encapçalada per aquesta per a les eleccions autonòmiques de 2015, i es va convertir en el conseller de Presidència i Justícia després de la investidura de Cifuentes com a presidenta de l'executiu regional amb el suport parlamentari de Ciutadans.
El març de 2017 Garrido es va convertir en secretari general del PP de Madrid després del congrés del partit madrileny que va confirmar a Cifuentes a la cúpula, després d'haver estat nomenada presidenta de la gestora que es va formar quan Esperanza Aguirre va deixar la presidència, a l'abril de 2016.
El 2018 va assumir en funcions la presidència de la regió, després de l'anunci de dimissió de la titular del càrrec, Cristina Cifuentes.

### Presidència de la Comunitat de Madrid
Investit president de la Comunitat de Madrid per l'Assemblea de Madrid el 18 de maig de 2018, va prendre possessió del càrrec el 21 de maig.